# Скотт (каталог марок)
«Скотт» — каталог почтовых марок мира, издаваемый на английском языке издательством англ. Scott Publishing Company, дочерней компанией издательства Amos Press, обновляется ежегодно и описывает все почтовые марки всего мира, которые редакторы издательства считают выпущенными с целью почтового обращения. Каталог издаётся в шести томах (каждый может выходить в нескольких книгах), а также на CD. Система нумерации, которая используется в «Скотте» для идентификации марок, наиболее распространена среди коллекционеров марок США.

## История
Первое издание каталога, выпущенное Джоном Уолтером Скоттом, представляло собой 21-страничную брошюру под названием «Описательный каталог американских и иностранных почтовых марок, выпущенных с 1840 года по настоящее время, прекрасно иллюстрированный цветными гравюрами и содержащий текущую стоимость каждой разновидности» («Descriptive Catalogue of American and Foreign Postage Stamps, Issued from 1840 to Date, Splendidly Illustrated with Colored Engravings and Containing the Current Value of each Variety»). Оно было издано Скоттом в сентябре 1868 года (в некоторых источниках указан 1867 год) и якобы содержало перечень всех марок мира с указанием цены каждой марки. Уведомление в каталоге всё же предупреждало читателя, что «просто невозможно, чтобы у кого-нибудь всегда были все марки» в наличии. Первоначальное издание каталога выходило репринтным изданием.
В последующие годы компания Скотта перестала торговать марками, но продолжала издавать каталог, постепенно давая всё больше сведений по мере развития этого хобби и повышения уровня знаний и запросов коллекционеров. Помимо фактологической информации о марках, каталог даёт сведения о ценах на основании анализа рынка и результатов аукционов предыдущего года. По состоянию на 2002 год, каталог насчитывал более 5 тысяч страниц. Несмотря на производимые каждый год изменения в оформлении каталога с целью экономии места, его объём продолжает расти.

## Описание
Система нумерации каталога «Скотт» защищена авторским правом. Компания регулярно принимает меры против любых лиц, без разрешения использующих её систему в иных целях, чем для публикации прейскурантов на марки.
Редакторы этого, занимающего доминирующее положение в США, каталога оказывают значительное влияние на то, что считается почтовой маркой, а что нет. Например, в 1960-е годы княжества ОАЭ выпустили множество марок, которые, скорее всего, никогда не продавались в почтовых отделениях, поэтому «Скотт» их не приводит. Описание этих марок следует смотреть, к примеру, в каталоге «Михель». Однако невключение в каталог «Скотт» означает, что большинство торговцев марками в США просто откажутся осуществлять сделки с такими марками.
Также «Скотт» не приводит почтовые марки стран, в отношении которых правительство США ввело эмбарго, либо в некоторых случаях описывает их, но без указания цены на них. В какой-то степени это неизбежно, поскольку запрет на ввоз означает, что редакторы каталога не могут даже приобрести такие марки для целей их описания. Кроме того, поскольку американские дилеры марками и коллекционеры не могут приобрести марки легально, вряд ли им потребуются данные о них. Обычно в таких случаях заинтересованные лица обычно прибегают к помощи «Михеля» или других каталогов. Позиция «Скотта» меняется вместе с изменением политики государства: марки Ливии и Северного Вьетнама недавно снова появились в каталоге «Скотт» после нескольких лет отсутствия.
Преобладание «Скотта» таково, что коллекционеры США знают многие номера на память, и филателистическим дилерам достаточно только указать номер в своих прейскурантах. К примеру, номер C3a сразу распознаётся как «Перевёрнутая Дженни», редкая марка авиапочты США.
В 2000-е годы каталог «Скотт» получил заметное распространение в России и странах бывшего СССР, что объясняется, в основном, наличием с 2003 года выпусков на компакт-дисках и их незаконным копированием. На популярных русскоязычных интернет-аукционах пиратскую копию каталога предлагалась к продаже по цене в несколько сотен рублей против более чем 300 $ за оригинал из 6 томов на 21 диске. На популярных BitTorrent-трекерах каталог доступен для загрузки бесплатно.
Содержание каждого тома в изданиях середины 2000-х годов:
- том 1 — США и страны на буквы от A до B;
- том 2 — страны C—F;
- том 3 — страны G—I;
- том 4 — страны J—O.
- том 5 — страны P—Si;
- том 6 — страны So—Z.

Каталог 2021 года вышел также в 6 томах, причём каждый из них состоял из двух книг:
- том 1a — США, Организация Объединенных Наций и страны на букву А;
- том 1b — страны A—B;
- том 2a — страны C;
- том 2b — страны C--F;
- том 3а — страны G;
- том 3b — страны H--I;
- том 4a — страны J--L;
- том 4b — страны М;
- том 5a — страны N--P;
- том 5b — страны P--S;
- том 6a — страны S--Т;
- том 6b — страны Т--Z.

## Специализированный «Скотт»
«Scott Publishing Company» также издаёт том, в котором более по́лно перечислены все почтовые марки США и изложена история почты США. Он широко известен как «Специализированный „Скотт“» («Scott Specialized»). Многие считают его авторитетным однотомным справочником по почтовым маркам США. В нём приведены более подробные сведения по сравнению с первым томом, причём особое внимание уделяется разновидностям и ошибкам. Новое издание этого каталога выходит ежегодно, при этом в томе, вышедшем под каким-либо годом, обычно указываются марки, вышедшие до середины предыдущего года. Весной и осенью также издаются полугодовые приложения с ценами на марки.

## Достоинства и недостатки
Достоинства каталога:
- регулярность и высокая частота выхода новых изданий; в настоящее время все тома каталога переиздаются ежегодно;
- наибольшая приближённость указанных цен к мировым рыночным реалиям по сравнению с другими мировыми каталогами;
- невключение откровенно спекулятивных и не вполне почтовых выпусков, признанных ФИП наносящими вред филателии (например, выпусков «песчаных дюн»);
- широкая мировая распространённость, что подтверждается доминирующей позицией каталога при описании марок на Интернет-аукционах eBay и Delcampe;
- использование английского языка — более распространённого в мире по сравнению, например, с немецким (языком каталога «Михель») или французским (языком каталога «Ивер»).

Недостатки каталога:
- при описании стран имеются некоторые неинтуитивные допущения: например, марки ООН размещены после марок США;
- исторически сложившееся присвоение авиапочтовым выпускам отдельной нумерации и их описание после обычных, как правило, приводит к разрыву серий, состоящих из авиапочтовых и обычных марок;
- отсутствует информация по некоторым локальным выпускам; в частности, не публикуется информация по земским почтовым маркам России;
- в каталоге приводятся изображения не всех марок серии, а только одной или нескольких; при этом, если выпуск состоит только из одного блока, то его изображения может не быть вовсе;
- формат печатных томов A4 менее удобен для постоянного использования, чем A5 каталога «Михель».

## Интересные факты
В 1975 году компания «Scott Publishing» издала по заказу Почтовой службы США книгу: «United States Stamps & Stories: The Exciting Saga of U. S. History on the Stamps» («Марки Соединённых Штатов и истории: увлекательная сага по истории США на марках»). На форзаце книги было указано: «Марки — маленькие картинки, которые рассказывают большие истории». В книге были перечислены и описаны марки США, выпущенные в честь тех или иных исторических событий и деятелей американского государства. Среди прочих в издании были собраны рассказы о марках, посвящённых Джорджу Вашингтону, Томасу Джефферсону, Уолту Уитмену, Аврааму Линкольну, Франклину Рузвельту, Альберту Эйнштейну, освоению космоса и т. д. Книга также включала несколько разделов с практическими советами, полезными для филателистов, особенно начинающих.